# Georg Holz
Georg Holz (* 24. Dezember 1863 in Chemnitz; † 2. Juni 1921 in Leipzig) war ein deutscher Philologe, Germanist, Literaturhistoriker und Professor.

## Leben
Holz promovierte 1889 an der Universität Leipzig mit einer Arbeit über das Lied vom Rosengarten zu Worms. Ein Jahr später habilitierte er sich. 1890 bis 1896 lehrte er als Privatdozent, von 1896 bis 1921 als Professor an der Philosophischen Fakultät der Universität Leipzig.

## Schriften (Auswahl)
- Die Gedichte vom Rosengarten zu Worms. Hrsg. von Georg Holz. Halle 1893. Neudruck: Olms, Hildesheim u. a. 1982, ISBN 3-487-07021-9
- Beiträge zur deutschen Altertumskunde. Halle a.S. 1894.
- Laurin und der kleine Rosengarten. Halle a.S. 1897.
- Der Sagenkreis der Nibelungen. Wissenschaft und Bildung Bd. 6, Leipzig 1907.
- Das Nibelungenlied. Übersetzung von Karl Simrock. Hrsg. von Georg Holz. Bibliographisches Institut, Leipzig 1934